# Outpost 37 : L'Ultime Espoir
Pour plus de détails, voir Fiche technique et Distribution.
Outpost 37 : L'Ultime Espoir ou L'invasion (Outpost 37) est un film anglo-sud africain réalisé par Jabbar Raisani, sorti en 2014.

## Synopsis
En 2021, des extraterrestres ont envahi la Terre. Les humains se sont unis et ont repoussé l'invasion. Des extraterrestres ont été abandonnés sur Terre. Des groupes humains rebelles se sont ralliés à eux. Ils se sont réfugiés dans des zones désertiques. Des avant-postes (« Outpost ») ont été installés dans les zones de front pour contenir les derniers extraterrestres et les supprimer. Les citoyens ont oublié peu à peu l'invasion extraterrestre et les avant-postes ont été peu à peu délaissés.
En 2031, les avant-postes sont sous-équipés en matériel et en personnel. Trois nouvelles recrues se rendent à l'Outpost 37 où elles ont été affectées. Ils sont accompagnés par une équipe de documentaristes.

## Fiche technique
Sauf indication contraire, les informations mentionnées dans cette section peuvent être confirmées par la base de données cinématographiques IMDb,  présente dans la section « Liens externes ».
- Titre original : Outpost 37
- Titre sud-africain : Alien Outpost[1]
- Titre français : Outpost 37 : L'Ultime Espoir
- Titre québécois : L'invasion
- Réalisation : Jabbar Raisani
- Scénario : Blake Clifton et Jabbar Raisani
- Musique : Theo Green (en)
- Direction artistique : Bobby Cardoso
- Décors : Eddie Yang
- Costumes : Maria Hofmeyr
- Photographie : Blake Clifton
- Montage : Mike Jackson et Finnian Murray
- Production : Laurie Cook, Trevor Engelson et Jason Newmark
- Sociétés de production : Altitude Film Entertainment, Bigscope Films, Out of Africa Entertainment et Ravens Nest Entertainment
- Sociétés de distribution : eOne (Royaume-Uni)[2], IFC Midnight (Afrique du Sud)[1]
- Pays de production :  Royaume-Uni,  Afrique du Sud
- Langue originale : anglais
- Format : couleur
- Genres : Science-fiction, guerre
- Durée : 92 minutes
- Dates de sortie[3] :
  - Viêt Nam : 19 septembre 2014 (avant-première mondiale)
  - Afrique du Sud : 30 janvier 2015[1]
  - Royaume-Uni : 23 mars 2015[2]
  - Québec : 14 novembre 2014 (DVD)[4]
  - France : 25 février 2015 (DVD, Blu-ray et vidéo à la demande)[5]

## Distribution
- Adrian Paul : le général Dane (voix)
- Reiley McClendon : Andros
- Rick Ravanello : Spears
- Douglas Tait : The Heavy
- Matthew Holmes : North
- Lemogang Tsipa : Mac
- Brandon Auret (en) : Savino (voix)
- Joe Reegan : Alex Omohundro
- Stevel Marc : Righty
- Craig Macrae : Lefty
- Sven Ruygrok : Frankie Forello
- Nic Rasenti : Harty
- Darron Meyer : Roger Hollis
- Kenneth Fok : Zilla
- Scott E. Miller : John Wilks
- Justin Munitz : Hans
- Michael Dube : Brick
- Khalil Kathrada : Saleem
- Tyrel Meyer : Duke
- Tapiwa Musvosvi : Tyrone « Bones » Ridell
- Edwin Jay : un soldat
- Sherwyn Budraj : un soldat

## Production

### Tournage
Le tournage a lieu en Afrique du Sud, à Johannesbourg.

### Musique
Sauf indication contraire ou complémentaire, les informations mentionnées dans cette section proviennent du générique de fin de l'œuvre audiovisuelle présentée ici.
- Dustbowl Blues par Fatback Circus
- Midwife Crisis par Sour Bridges
- Owl Time par Kellee Maize
- Pluckin Fun par Fatback Circus
- Disco par Jeff Barajas

## Accueil

### Critiques
Sur l'agrégateur américain Rotten Tomatoes, le film récolte 20 % d'opinions favorables pour 15 critiques. Sur Metacritic, il obtient une note moyenne de 26⁄100 pour 8 critiques.